# Нигон, Клод
Клод Роже Нигон (фр. Claude Roger Nigon, 28 декабря 1928 — 30 января 1994) — французский фехтовальщик-шпажист, призёр чемпионатов мира и Олимпийских игр.

## Биография
Родился в 1928 году в Базеле (Швейцария). В 1950 году стал серебряным призёром чемпионата мира. В 1952 году принял участие в Олимпийских играх в Хельсинки, но наград не завоевал. В 1954 году стал бронзовым призёром чемпионата мира. На чемпионате мира 1955 года стал обладателем серебряной медали. В 1956 году принял участие в Олимпийских играх в Мельбурне, где стал обладателем бронзовой медали в командных соревнованиях.